# Castellterçol
Castellterçol és una vila i municipi de la comarca del Moianès, fins al 2015 adscrit a la del Vallès Oriental.
Aquest municipi està situat a la part central-oriental del Moianès, a migdia de Moià. Pertany al Bisbat de Vic i al Partit Judicial, registre de la propietat i administració d'hisenda de Granollers.
La vila de Castellterçol està agermanada amb la població de Faedis, al Friül.

## Geografia
- Llista de topònims de Castellterçol (Orografia: muntanyes, serres, collades, indrets..; hidrografia: rius, fonts...; edificis: cases, masies, esglésies, etc).

Termes municipals limítrofs:
| Castellcir (Vall de Marfà) | Moià    |                                            |
| Monistrol de Calders       |         | Castellcir                                 |
| Granera                    | Gallifa | Sant Feliu de Codines i Sant Quirze Safaja |

### Perímetre del terme municipal
Comença la descripció del terme de Castellterçol en el punt del torrent Mal, a ponent de la Rompuda de l'Esteve, a l'extrem nord-oest del Serrat del Verdeguer, on es troben els termes municipals de Castellterçol, Castellcir i Moià.

#### Termenal ambMoià
En aquest lloc la línia de terme surt cap al nord-oest fins a sota, i a migdia, de les Humbertes, des d'on fa tota la volta pel nord al Sot del Llop. Un cop s'ha tornat a situar a l'alçada de les Humbertes, a ponent, travessa el Pla del Boix en diagonal, de sud-est a nord-oest, fins que troba el torrent del Gai a l'extrem nord de la Quintana de la Fàbrega, a llevant de la Font del Roure.
Des d'aquest lloc, segueix aigües avall el torrent del Gai, fins que arriba al Molí de la Fàbrega i la Fàbrega, que deixa a l'esquerra, i el torrent del Gai s'aboca en el torrent de la Fàbrega. Aleshores, el termenal segueix aigües avall el torrent de la Fàbrega, passa per sota del Pont de la Fàbrega i de la carretera C-59. Tot seguit, deixa al sud-est el Pla Rubí i poc després, a migdia, la masia del Gironès i la Quintana del Gironès. Seguint encara el curs del torrent, fa tot el tomb al Serrat del Vent, fins que arriba al lloc on es troben els termes de Castellterçol, Moià i Castellcir, en el seu annex de la Vall de Marfà, al sud-oest del Serrat del Vent.
Es tracta d'una línia de terme de quasi 4,5 quilòmetres, que deixa en terres de Moià terres de les Humbertes, la Casa Nova de la Coma, la Coma de Sant Jaume i la Saleta, i en terres de Castellterçol, terres de les Basses, la Fàbrega i el Gironès.

#### Termenal ambCastellcir(Vall de Marfà)
Des del punt anterior, el termenal va a cercar el torrent que hi ha just a migdia del Pou de glaç del Saiolic, pel qual puja, cap al sud-oest, per la Solella de la Descàrrega, fins al Serrat de la Descàrrega. Segueix la carena d'aquest serrat cap al sud-oest, fins que arriba al Serrat de Pujalt, que emprèn cap a ponent, puja al cim de Pujalt, i continua cap al sud-oest pel Serrat de Puig Orris, fins que, quan arriba a llevant de les Roques de Sant Llogari, va a cercar aquestes roques i, sempre cap a ponent, arriba al Collet de Sant Llogari, on troba la fita del triterme de Castellcir, Castellterçol i Monistrol de Calders.
Es tracta d'una línia de 4,2 quilòmetres de llargària, que discorre per terres del Saiolic, Pujalt, Marfà i la Closella, pel costat de Castellcir, i del Pedrós, Ca la Rosa i la Sala de Sant Llogari, pel de Castellterçol.

#### Termenal ambMonistrol de Calders

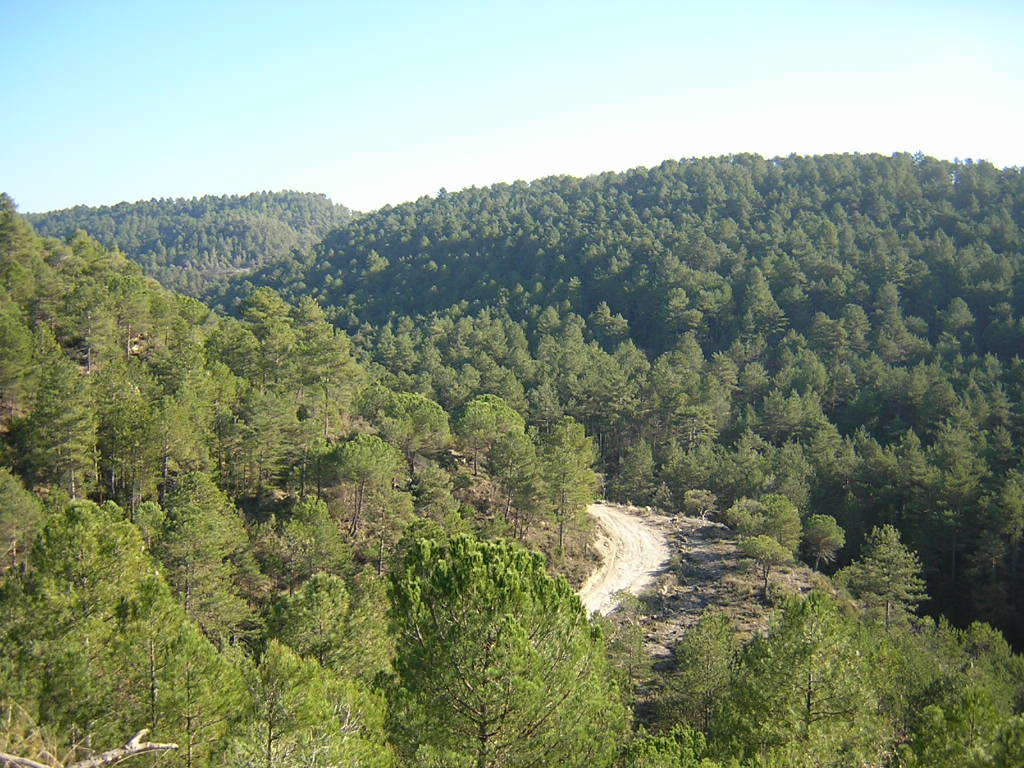
La Carena de la Baga de Vall-llosera i, al fons a l'esquerra, el Coll de Sant Llogari

El límit amb Castellterçol, tan breu com els anteriors, forma un angle recte amb la primera línia d'est-nord-est a oest-sud-oest i la segona de nord a sud. Des del Coll de Sant Llogari, el termenal ressegueix tota la Carena de la Baga de Vall-llosera, fins que, a l'extrem sud-oest d'aquesta carena, baixa cap a migdia per travessar la riera de la Sala just a ponent de la masia de Rubió, i s'enfila per la carena cap a la Muntanya de la Sala, del cim de la qual baixa cap a llevant per tal d'arribar al Coll de Muntanya, o Coll de la Baga del Miracle, on es troben els termes municipals de Castellterçol, Granera i Monistrol de Calders. Es tracta d'una línia termenal d'1,8 quilòmetres de longitud.
Pel costat de Castellterçol, es tracta de terres de la Sala de Sant Llogari, i pel monistrolenc, de la ja esmentada masia de Rubió.

#### Termenal ambGranera
Des del Coll de Muntanya, o de la Baga del Miracle, la línia del terme agafa la direcció de llevant per tal de seguir la Serra de l'Olleret, deixant al nord la masia de Vila-rúbia, després de passar per les ruïnes de la masia de l'Olleret, i s'adreça al cim de la Trona, des d'on emprèn cap al nord-est, de cap al Turó de Cisnolla i la Pineda de la Manyosa; tot seguit, per una carena, cap a llevant, baixa cap a la riera del Marcet, poc més al nord del lloc on s'aboca el torrent de la Manyosa.
Segueix aigües amunt la riera del Marcet, deixant a llevant el Turó del Pei, al qual fa la volta de primer per ponent i després per migdia. Deixa al nord la masia del Criac, i al cap de poc la riera del Marcet troba l'afluència, per l'esquerra, del torrent de la Cua de la Guilla, que segueix cap al sud fins que al capdavall del Sot del Calbó s'enfila per una careneta cap a prop de la masia de Pla Gaià, just al sud del mas. Es tracta d'un lloc a la carena del mas, des d'on continua cap al sud-oest per la carena, fins al Coll Roig; continua per la mateixa carena deixant a llevant el mas del Pererol, passa per les Sorreres, sempre pel marge oest del torrent del Solà, i, sempre per la mateixa carena arriba al paratge de les Gavinetes, on el termenal gira sobtadament, ara cap al nord-est, per l'esquerra del torrent del Pererol, fins que arriba a 200 metres del Pererol, en la seva mateixa carena.
En aquest lloc, baixa cap al torrent del Pererol, a prop i al nord-oest del mas del Solà del Sot, i segueix un tros el torrent aigües avall fins que aquest torrent rep per la dreta el de la Font d'Úixols. Abans, però, el termenal talla per la carena per anar a buscar el segon d'aquests torrents i torç cap al sud-est, seguint el seu curs fins a la capçalera. Passa a prop de Sant Julià d'Úixols, a ponent d'aquest antic poble, on hi ha el Collet de Matafaluga, a ponent del qual passa, i segueix la carena cap a migdia, per tal d'arribar aviat al Serrat de les Pedres, on hi ha la fita tritermenal entre Castellterçol, Granera i Gallifa.
En tot aquest tram, el termenal fa la volta quasi completa a les terres de la masia del Solà del Sot, formant una falca atrapada entre dos sectors del terme municipal de Castellterçol. Són 12 quilòmetres de termenal, que deixa en terres de Granera les propietats del Girbau de Dalt, el Girbau de Baix, la Manyosa, el Marcet, el Calbó, el Carner i el Solà del Sot i pel costat castellterçolenc, Vila-rúbia, la Sala de Sant Llogari, el Criac, Pla Gairà, el Pererol, el Munt i Sant Julià d'Úixols.

#### Termenal ambGallifa
Des del Serrat de les Pedres, el termenal amb Gallifa s'adreça cap al sud-est per la carena on es troba el mas de les Pujades, fins que arriba al Pla de la Meuca, al capdamunt -sud-est- de la Baga de les Pujades. Des del Pla de la Meuca, el termenal agafa la direcció est-nord-est per tal d'adreçar-se, en línia recta, al Collet dels Termes travessant la capçalera del torrent del Sot de la Roca i els Cingles Vermells. En el Collet dels Termes es troben els termes de Castellterçol, Gallifa, Sant Feliu de Codines i Sant Quirze Safaja, fet que dona nom al coll.
Són poc més de 2 quilòmetres, que discorren entre terres de les Pujades, per part de Castellterçol, i dels Plans i la Roca, pel costat del terme municipal de Gallifa.

#### Termenal ambSant Feliu de Codines
El límit amb el terme de Sant Feliu de Codines és un únic punt, al Collet dels Termes. Pel costat codinenc, es tracta de terres de Can Bosc.

#### Termenal ambSant Quirze Safaja
Des del Collet dels Termes, la línia del terme arrenca cap al nord-oest, seguint el vessant oriental de la Serra del Bosc Gran, deixant el Bosc Gran a llevant i els Plans, la Sesta i els Planots a ponent. Continua en la mateixa direcció fins que arriba just a ponent de la Font de Puigcastellar, a la capçalera de la riera de Puigcastellar. Segueix aigües avall aquesta riera, a ponent i després al nord del Serrat de la Sabatera.
Aquesta riera, al cap d'un temps canvia de direcció i emprèn cap a l'est-sud-est, travessa la carretera C-59 i de seguida s'aboca en la riera de Sant Quirze, a prop i al nord-oest de Cal Carabrut. Des de la mateixa intersecció de les dues rieres puja cap al nord una carena, que parteix pel mig les terres del Solà del Boix. Just en aquest lloc, al sud-est de la Solella de la Noguera, es troba la fita comuna dels termes de Castellterçol, Sant Quirze Safaja i Castellcir.
És un tram de poc més de 3 quilòmetres, que discorre per terres de, en terme de Castellterçol, de les Pujades, l'Era de les Cases i la Teuleria, i del Maset, Pregona, les Saleres i el Solà del Boix, pel costat de Sant Quirze Safaja.

#### Termenal ambCastellcir
Des del darrer punt esmentat, el termenal puja per una carena tallant pel mig les terres del Solà del Boix, deixant a ponent la Solella de la Noguera i a llevant els Camps de Torroella. Sempre per la carena, que va cap al nord, però fent giragonses, passa a ponent de Cal Fantasia, del Fornot de Cal Fantasia i de la Quintana de Cal Fantasia, i a llevant de Brugueroles, masia molt a prop de la qual passa, travessa el torrent de la Vall Jussana i agafa una altra carena, sempre cap al nord-nord-est. Deixa a llevant la Pinassa de la Vall Jussana, el Camp de la Bauma i les Guineueres, sempre per la mateixa carena, fins que arriba al costat de ponent de la masia de la Vall.
En aquest lloc canvia de direcció. Fa un arc per tal de girar cap al nord-oest, deixant a ponent la masia de la Vall, després al sud-oest la de Casanova de la Vall, al nord de la qual travessa la carretera BV-1310 (la carretera local de Castellterçol a Castellcir). Continua sempre cap al nord-oest, deixant al sud-oest els Camps de la Baga Fosca, on hi ha unes modernes granges, i al nord-est la Rompuda de la Vall, segueix la carena a l'esquerra del Sot de la Vinyota, i arriba prop i a llevant de la Font de la Vinyota. En aquest lloc travessa la riera de Fontscalents, a llevant de la Vinyota i del Molí Nou.
El termenal puja cap al nord pel mig de la Creueta i el Sot dels Arços, i va a cercar la capçalera de la riera de la Serradora, a ponent del Serrat de la Bassa Blanca. A la capçalera d'aquesta riera, torç cap al nord-oest travessant pel mig aquest serrat, i davalla pel Serrat del Terme, al nord de la masia de la Serradora, travessant l'extrem septentrional de la Baga de les Basses, fins a trobar el curs del torrent Mal. Segueix aigües amunt aquest torrent, deixant a llevant la Font de les Basses i a ponent la masia de les Basses, altre cop a llevant el Purgatori, fins que al capdavall -extrem nord-oest- del Serrat del Verdeguer, a ponent de la Rompuda de l'Esteve, troba el termenal entre Castellterçol, Moià i Castellcir, on ha començat aquesta descripció.
És una línia de terme llarga, de quasi 7 quilòmetres de recorregut, entre terres de la Teuleria, la Noguera, l'Horta, Brugueroles, La Vall Jussana, la Vall, Casanova de la Vall, el Molí Nou, la Serradora i les Basses, pel costat de Castellterçol, i Mas Torroella, Cal Fantasia, Can Sants, el Serrat, el Molí Vell, Esplugues i el Verdeguer, per la banda de Castellcir.

### Les unitats del territori

#### Vila i parròquia de Castellterçol
El territori de la parròquia de Sant Fruitós de Castellterçol constitueix tota la part central, oriental i nord-oriental del terme. Està centrat en la vila de Castellterçol, que queda al nord de l'antic terme parroquial de Sant Julià d'Úixols i a llevant del de Sant Llogari de Castellet (la Sala de Sant Llogari).
Al centre d'aquest territori es troba la vila de Castellterçol, el nucli antic de la qual es troba aturonat a l'entorn de l'església parroquial de Sant Fruitós. A partir d'aquest nucli inicial la vila començà a créixer en forma de ravals al llarg dels camins de sortida, principalment cap a Moià i Barcelona, però també a Sant Llogari de Castellet, que va esdevenir el més llarg, al voltant del qual s'estengué el primer eixample de la vila, ja al segle xvii. Ja al segle xviii la vila s'estén des del barri de l'església de Sant Francesc, a occident, fins a Can Fruns, a la sortida de Barcelona, a orient, i des de la carretera de Granera, al sud, fins al carrer de Moià, al nord. Ja al segle xx s'ha completat la trama urbanística, amb l'edificació de les zones del Call Fondo i la Cleda, la plaça de la Cuspinera i el Casuc, el carrer de Cebrià Calvet, els voltants del Salaverd i els del cementiri municipal, on hi ha la capella del Sant Crist,etcètera.
A l'entorn de la vila es troben els masos del Pujolet, a ponent; el Castell de Sant Miquel, el Casuc, Cal Pere Anton, La Balofrena, el Ricard, Can Revitllat, la Noguera, la Teuleria, a migdia; Brugueroles, l'Horta, La Vall Jussana, la Vall i Casanova de la Vall, a llevant, i les Comes, Cal Murri, el Polígon Industrial El Vapor, el Salaverd, l'Oller, la Miranda, la Ginebreda, el Gironès, la Serradora, les Canals, les Basses i la Fàbrega. En aquesta zona, a més hi ha diverses poues, o pous de glaç, i un bon seguit de molins, al llarg de la riera de la Fàbrega i de la riera de Fontscalents: de nord a sud, Molí de la Fàbrega, Molí de l'Oller, el Molí Xic, Molí de Sant Joan i el Molí Nou.

#### Sant Llogari de la Sala
Inclosa sempre dins del terme castellterçolenc, eclesiàsticament depenia de Sant Martí de Granera. És tot el sector nord-occidental del terme de Castellterçol. En constitueix l'eix vertebral la vall de la riera de la Sala, denominada riera de Vilanova en la seva meitat superior.
Comprèn les masies, la major part de les quals estan abandonades i improductives, de la Sala de Sant Llogari, amb l'església de Sant Llogari de Castellet, l'Olleret, Vila-rúbia, Vilanova, el Pedrós, Mas Clamí, Ca la Rosa, Cal Sec, Cal Baldiri l'Argemira, el Vilet, la Codina, el Criac i Pla Gaià.
Els límits meridional i occidental, i la meitat del septentrional són els del terme municipal. En el cas del nord, a partir del Serrat de Pujalt, separa aquest sector de la resta del terme Colltrencat i el Serrat del Moro. El límit oriental està format per la carena de la Miranda, el Pla de les Forques, el Collet de Sant Fruitós i la carena que baixa fins al quilòmetre 2 de la carretera de Granera, que va a enllaçar amb el límit meridional al sud de la masia de Pla Gaià.

#### Sant Julià d'Úixols
Pertanyent originàriament a Granera, la parròquia sufragània de Sant Julià d'Úixols fou traspassada a Castellterçol, tant pel que fa al terme municipal com a l'adscripció parroquial, durant la segona meitat del segle xix. Constitueix el sector sud del terme, que forma un apèndix entre els termes de Granera, Gallifa i Sant Quirze Safaja.
Està delimitat a l'oest, sud i est, respectivament pels tres termes esmentats, i al nord resta unit a la resta del terme de Castellterçol per una línia que passa al nord de la masia del Munt, pel Coll de Rosanes, la serreta de la Socarrada i pel Puigcastellar.
A part de l'església i masia de Sant Julià d'Úixols, hi pertanyien el Pererol, el Munt, Cal Caixeta, l'Era de les Cases, Puigcastellar i les Pujades, a més d'estar-hi adscrites les masies granerines del Solà del Sot i Salvatges, i la gallifenca de les Pujadetes.

## Història
La primera referència de Castellterçol procedeix de Sant Mateu de Bages i es guarda a l'Arxiu de Montserrat. Es tracta d'una venda de tres porcions de terra que fa una parella de propietaris. D'una declaren que l'obtingueren per aprisió d'una terra règia que es troba en el territori d'Osona, en el terme del castell d'un tal Terçol. Aquest document és de l'any 898, que indica que llavors ja existia el lloc i el terme de castell de Terçol o Castellterçol.
Amb un territori ben constituït, amb la terra repartida entre diversos propietaris, bé que encara poc poblada i amb notables extensions ermes, i un nom ben definit de terme del castell de Terçol, que amb el temps evolucionaria fins a Castellterçol, aquest bocí de terra osonenca o bagenca entrava a la història l'any 898, ara fa (2010), per tant, quasi 1112 anys.

### Edat moderna
Del 1617 al 1855 els rectors de l'església parroquial de la vila, nomenats per Santa Maria de l'Estany, que en tenia la possessió, ostentaren el títol de paborde.
Per concessió de Felip V, Castellterçol tenia el títol de vila, amb els privilegis que comportava, entre els quals el de celebrar mercat.

### Fets del 1714
A mitjan febrer del 1714, un contingent borbònic provinent de la plana de Vic i sota les ordres de José Carrillo de Albornoz, comte de Montemar, es va dirigir a Manresa, ja que centenars de sometents en bloquejaven la guarnició. El cos, format per uns tres mil efectius, es va allotjar a Moià, mentre que l'exèrcit català d'Antoni Desvalls, marquès del Poal, es va aquarterar a Castellterçol. Quan el destacament borbònic va abandonar Moià, en va incendiar alguns habitatges.
Antoni Desvalls i el comte de Montemar, amb les tropes respectives, van recórrer els paratges del Moianès i van protagonitzar unes quantes escaramusses. El 16 de febrer, el contingent borbònic es va dirigir a Castellterçol per allotjar-s'hi, i novament s'hi van originar combats entre ambdós bàndols, fins que les forces borbòniques van abandonar la vila. En aquests enfrontaments al Moianès, la casa de pagès el Criac, del terme de Castellterçol i a tocar de la carretera de Granera, va ser incendiada.

### Edat contemporània
Castellterçol fou un dels ajuntaments formats a partir de les directrius emanades de la Constitució de Cadis, però amb un territori inferior a l'actual. En un inici, el terme parroquial de Sant Julià d'Úixols fou afegit a Granera, i no fou fins ben avançada la segona meitat del segle xix que hi hagué una permuta, en principi entre dos territoris parroquials, que donà pas a l'agregació municipal de Sant Julià d'Úixols a Castellterçol. En canvi, l'altra parròquia objecte de la permuta, Sant Llogari de la Sala, no fou unit al territori de Granera, sinó que es mantingué a Castellterçol.
Pascual Madoz parla de Castelltersol en el seu Diccionario geográfico... del 1845. S'hi refereix dient que està aturonat en un cim on es reparteix irregularment la població, combatut amb força pels vents del nord i del sud; el seu clima és dels més freds de Catalunya, però sa. La malaltia que s'hi pateix més és l'asma. Tenia 350 cases, amb una de municipal, amb presó fosca i dolenta, a més de fonda i carnisseria públiques. Tenia escola, on assisteixen uns 30 alumnes. Castellterçol tenia una bona font i diversos pous que li donaven aigua abundant. El terme era muntanyós, argilós i pedregós, de mala qualitat, amb muntanyes despoblades i poc reg. Mal comunicat, creuava el terme el camí ral de Barcelona, en mal estat. La producció era sobretot de blat, blat de moro i patates, amb una mica de bestiar boví i caça de perdius, poques llebres, conills i aus de pas. Era de destacar que s'hi feien professions científiques i algunes arts mecàniques; hi havia dues tabernes, dues fàbriques de teixits de cotó i dues filatures de la mateixa matèria. 406 veïns de cadastre (caps de casa) i 1.757 ànimes (habitants) en formaven la població.

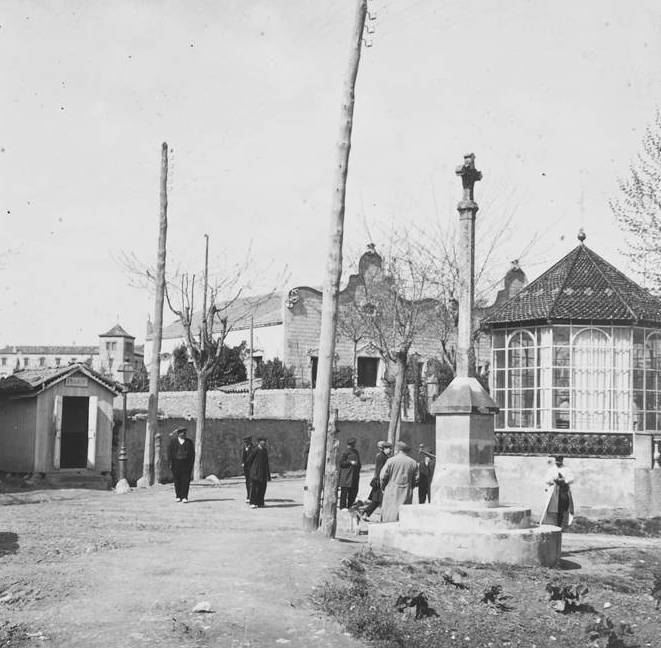
Creu a Castellterçol (1912)

A la Geografia General de Catalunya dirigida per Francesc Carreras i Candi i publicada el 1910, Cels Gomis, encarregat del volum dedicat a la província de Barcelona, dedica un apartat a Castellterçol. S'hi pot llegir que, juntament amb el raval del Carrer del Pedregal i 52 cases escampades pel terme, en reuneix 308, amb 1.384 habitants de fet i de 1.387 dret. El 1910 hi havia cinc mossos d'esquadra, comanats per un sotscaporal, dos dels quals eren destinats a Sant Feliu de Codines. Castellterçol era en aquell moment cap de districte electoral. A part de l'església parroquial, depenien d'aquesta parròquia la de Sant Julià d'Úixols i les capelles de l'Hospital i de Sant Francesc, dita capella nova. Granera tenia una escola i una costura municipals, un estudi privat i una costura menada per les Germanes Carmelites, que també s'encarregaven de l'Hospital. La Festa Major d'hivern és el 21 de gener, diada del patró de la parròquia, i la d'estiu, el darrer diumenge d'agost, per Sant Víctor. En aquesta darrera festa ja s'hi ballava el Ball del ciri, des de temps immemorial, segons diu Gomis. Castellterçol, a més, tenia fires el 21 de gener i el segon diumenge de setembre.
La vila tenia llum elèctrica des del 1909, que va substituir l'enllumenat de petroli, inaugurat el 1892. També feia pocs anys que Castellterçol tenia instal·lació d'aigua de mina. Hi havia una cooperativa, tres centres d'esbarjo (recrèu, diu Gomis), una fonda bona, un parador, dues cases de dispeses i tres tavernes. Enllaçava amb Moià, Caldes de Montbui i Barcelona mitjançant cotxes diaris. Castellterçol tenia lignit, al Serrat de la Bala i al Rentador. A més, onze fàbriques de teixit de cotó, una de teixits de llana, quatre de llonganisses, i dos molins de Farina. S'hi criava (ho diu així) blat, blat de moro, patates i bestiar.
En Jaume Carrera i Pujal va fundar un periòdic per al districte de Castellterçol intitulat El Castell, que va sortir entre el maig de 1918 i el gener de 1919, en total quinze números. Com que aleshores encara es considerava menor d'edat per dirigir o ser responsable del periòdic, va constar com a director el seu amic i corrector de proves de La Veu de Catalunya, el literat Ramon Serra i Toneu, de Taradell.

## Política

### L'Ajuntament

#### Alcaldes
| - Restauració: - Antoni Oller i Sarrà (1900-1906) - Prudenci Bros i Reguant (1906-1910) - Miquel Ribé i Picas (1910-1914) - Francesc Sala i Molas (1914-1915) - Josep Cuspinera i Santesmases (1916-1923) | - Dictadura del general Primo de Rivera: - Antoni Rovira i Sagués (1923-1924) - Josep Capdevila i Rodés (1924-1929) - Albert Ribó i Prats (1929-1931) - II República i Guerra Civil: - Albert Ribó i Prats (1931-1933) - Josep Riera i Alberch (1934-1936) - Isidre Vallmitjana i Mora (1936-1938) | - Dictadura del general Franco: - Albert Ribó i Prats (1939-1940) - Prudenci Ribó i Gros (1940-1958) - Francesc de Paula Fargas i Torras (1958-1968) - Lluís Rius i Parera (1969-1979) - Transició democràtica i actualitat: - Salvador Roca i Vives (1979-1987) - Lluís Montañà i Bosch (1987-1991) - Manuel Vila i Valls (1991 - 2011) - Vicenç Sánchez i Soler (2011 - 2012) - Carme Tantiñá Forcada (2012 - 2015) - Isaac Burgos Lozano (2015 - 2023) - Toni Massot (2023 - actual) |

#### Regidors
Des del 1979, Castellterçol ha tingut els regidors següents: José María Álvarez de Toledo Elizalde, Francesc Autonell Franch, Víctor Autonell Roger, Lluís Francesc Badó Barberà, Meritxell Benedí Altés, Jaume Bonfill Soler, Ramon Brugarolas de Caso, Isaac Burgos Lozano, Daniel Cabana Domínguez, Pere Carrera Camprubí, Coral Casallarch Monrós, Giselle Casanovas Cardona, Joan Casanovas Torras, Joan Ramon Casas Rius, Montserrat Castanys Jarque, Joan Catot Grifell, Enric Clapers Ferrer, Jordi Clapers Gallés, Ramon Cordero Garcia, Cristina, Cordero Masdeu, Ramon Costa Burés, Alfons Maria del Pozo Carrascosa, Mohammad Eid Chahri Ziar, Manuel Fernández Garcia, Lluís Font Berenguer, Maria Teresa Font Torres, Anna Fornell Carrera, Alfons Fruitós Gil, Alfredo Gimeno Domínguez, Francesc Xavier Graugés Riera, Josep Maria Guiteras Sala, Joan Iglesias Urriza, Núria Llobet Vallmitjana, Sílvia Martín Arenas, Domènec Miró Fruitós, Lluís Montañà Bosch, Josep Montaña Trilla, Joan Morell Castellar, Alberto Obrero Cusidó, Sebastià Padrós Vidal, Joan Pratdesaba Capdevila, Josep Pratdesaba Capdevila, Josep Oriol Prats Griera, Lluís Rius Parera, Salvador Roca Vives, Aleix Roca i Girbau, Mònica Rovira i Clapers, Antonio Francisco Rodríguez Guerrero, Marc Romero Puente, Maria Lluïsa Rosell Foguet, Joan Rovira Bonfill, Joan Sala Sala, Vicenç Sánchez i Soler, Anna Santiago Calvo, Maria Carme Tantiñà Forcada, Francisco Torres Gálvez, Josep Vila Canet, Jordi Vila Prats i Manuel Vila Valls.

#### Legislatura 2015- 2019
| Candidatura | Candidatura | Cap de llista               | Vots  | Regidors | % vots |
| ----------- | ----------- | --------------------------- | ----- | -------- | ------ |
|             | CeP         | Isaac Burgos Lozano         | 456   | 4        | 36,16  |
|             | PIC-CP      | Maria Carme Tantiñà Forcada | 384   | 4        | 30,45  |
|             | CiU         | Jordi Vila Prats            | 220   | 2        | 17,45  |
|             | ERC-AM      | Vicenç Sànchez i Soler      | 162   | 1        | 12,85  |
|             | PP          | Santos Corbalan Terrones    | 10    | 0        | 0,79   |
| Total       | Total       | 1.283                       | 1.283 | 11       |        |

- Isaac Burgos Lozano (CeP)
- Daniel Cabana Domingo (CeP)
- Alberto Obrero Cusidó (CeP)
- Marc Romero Puente (CeP)
- Maria Carme Tantiñà Forcada (PIC-PM)
- Ramon Cordero Garcia (PIC-PM)
- Sílvia Martín Arenas (PIC-PM)
- Cristina Cordero Masdeu (PIC-PM)
- Jordi Vila Prats (CiU)
- Josep Oriol Prats Griera (CiU)
- Vicenç Sànchez i Soler (ERC-AM).

Legislatura 2019 - 2023
| Candidatura | Candidatura                         | Cap de llista        | Vots  | Regidors | % vots |
| ----------- | ----------------------------------- | -------------------- | ----- | -------- | ------ |
|             | CeP                                 | Isaac Burgos Lozano  | 815   | 8        | 66.69% |
|             | Junts per Catalunya - Castellterçol | Oriol Prats i Griera | 330   | 3        | 27%    |
| Total       | Total                               | 1.288                | 1.288 | 11       |        |

- Isaac Burgos Lozano (CeP)
- Daniel Cabana Dominguez (CeP)
- Antonio Massot Mesquida (CeP)
- Marc Romero Puente (CeP)
- Roser Galí Izard (CeP)
- Francisco Javier Comellas Porti (CeP)
- Albert Obrero Cusido (CeP)
- Josep Oriol Caso Samsso (CeP)
- Oriol Prats i Griera (junts)
- Aleix Roca i Girbau (junts) rocagal@diba.cat
- Mònica Rovira i Clapers (junts)

Legislatura 2023 - 2027
| Candidatura | Candidatura             | Cap de llista           | Vots  | Regidors | % vots |
| ----------- | ----------------------- | ----------------------- | ----- | -------- | ------ |
|             | Connectem Castellterçol | Aleix Roca i Girbau     | 416   | 5        | 38.48% |
|             | CeP                     | Antonio Massot Mesquida | 374   | 4        | 34,59% |
|             | ERC                     | Noemi Ció i Ciuró       | 209   | 2        | 19,33% |
|             | PSC                     | Francesc Sol de la Vega | 57    | 0        | 5.27%  |
| Total       | Total                   | 1.143                   | 1.143 | 11       |        |

- Aleix Roca Girbau (Connectem)
- Raquel Alcaide Lozano (Connectem)
- Oriol Niubó Pérez (Connectem)
- Josep Oriol Prats Griera (Connectem)
- Anna Xalabardé Guardia (Connectem)
- Antonio Massot Mesquida (CeP)
- Albert Obrero Cusidó (CeP)
- Josep Oriol Casso Samsó (CeP)
- Francisco Javier Comellas Port (CeP)
- Ferran Jordà Barber (ERC)
- Meritxell Benedí Altés (ERC)

### Eleccions al Parlament de Catalunya del 2017[5]
| Candidatura | Candidatura         | Cap de llista | Vots  | Regidors | % vots |
| ----------- | ------------------- | ------------- | ----- | -------- | ------ |
|             | Junts per Catalunya | Puigdemont    | 676   |          | 42,28  |
|             | ERC                 | Junqueras     | 445   |          | 27,83  |
|             | C's                 | Arrimadas     | 154   |          | 9,63   |
|             | PSC                 | Iceta         | 107   |          | 6,69   |
|             | CUP                 | Riera         | 100   |          | 6,25   |
|             | En Comú Podem       |               | 75    |          | 4,69   |
|             | PPC                 |               | 27    |          | 1,69   |
|             | Altres              |               | 12    |          | 0,63   |
|             | Vots en blanc       |               | 3     |          | 0,59   |
| Total       | Total               | 1.607         | 1.607 |          |        |

## Població
La població estava dedicada tradicionalment a la parairia i a l'ofici de teixir, activitats que modernament es van convertir en empreses tèxtils. A finals del segle xviii tenia molta importància la indústria llanera, amb més activitat que Sabadell i Terrassa. Avui és important la indústria tèxtil amb la fabricació de teixits de polièster i cotó, i tints per a la indústria cotonera, que donen ocupació a un bon nombre de treballadors. També és molt important l'agricultura (gra, patates, llegums, farratges) i la ramaderia (boví, oví i porquí). Aquesta última dona lloc a la fabricació d'embotits típics (botifarres, llonganisses), una activitat tradicional de la vila, que té molta artesania.
Del fet que la major part del terme de Castellterçol estigui cobert per boscos, s'obtenen altres produccions molt destacables econòmicament i molt tradicionals de la vila: bolets, tòfones i mel.
Últimament s'està desenvolupant molt la indústria alimentària, amb la producció de conserves de tòfones i bolets, producció de torrons, neules, xocolata, "pa d'ametlles", i la producció de productes naturals (proteïna vegetal) i d'aliments ecològics. També és molt important la producció d'artesania popular com ceràmica, pintura, brodats, etc.
La vila té petits tallers (fusteria, construcció, manyeria, entre altres) d'una alta qualitat, reconeguda arreu de Catalunya, i comerços que donen ocupació als seus habitants alhora que forneixen els estiuejants, per a molts dels quals Castellterçol ha esdevingut un lloc de segona residència per la seva altitud, el seu clima sec, la seva bellesa i la seva facilitat d'accés.
La població, ben conservada, es troba plena de boniques torres i cases residencials. Arreu del seu terme, hi ha també moltes masies antigues.
| 1497 f | 1515 f | 1553 f | 1717  | 1787  | 1857  | 1877  | 1887  | 1900  | 1910  |
| ------ | ------ | ------ | ----- | ----- | ----- | ----- | ----- | ----- | ----- |
| 35     | 40     | 65     | 1.154 | 1.812 | 2.083 | 1.423 | 1.367 | 1.384 | 1.498 |

| 1920  | 1930  | 1940  | 1950  | 1960  | 1970  | 1981  | 1990  | 1992  | 1994  |
| ----- | ----- | ----- | ----- | ----- | ----- | ----- | ----- | ----- | ----- |
| 1.461 | 1.633 | 1.889 | 1.616 | 1.688 | 1.903 | 2.055 | 1.972 | 1.922 | 1.922 |

| 1996  | 1998  | 2000  | 2002  | 2004  | 2006  | 2008  | 2010 | 2012  | 2014  |
| ----- | ----- | ----- | ----- | ----- | ----- | ----- | ---- | ----- | ----- |
| 1.970 | 2.013 | 2.000 | 2.106 | 2.178 | 2.202 | 2.325 | 2387 | 2.407 | 2.400 |

| 2016  | 2018  | 2020  | 2022  | 2024  | 2026 | 2028 | 2030 | 2032 | 2034 |
| ----- | ----- | ----- | ----- | ----- | ---- | ---- | ---- | ---- | ---- |
| 2.351 | 2.418 | 2.548 | 2.655 | 2.773 | -    | -    | -    | -    | -    |

## Festes i celebracions

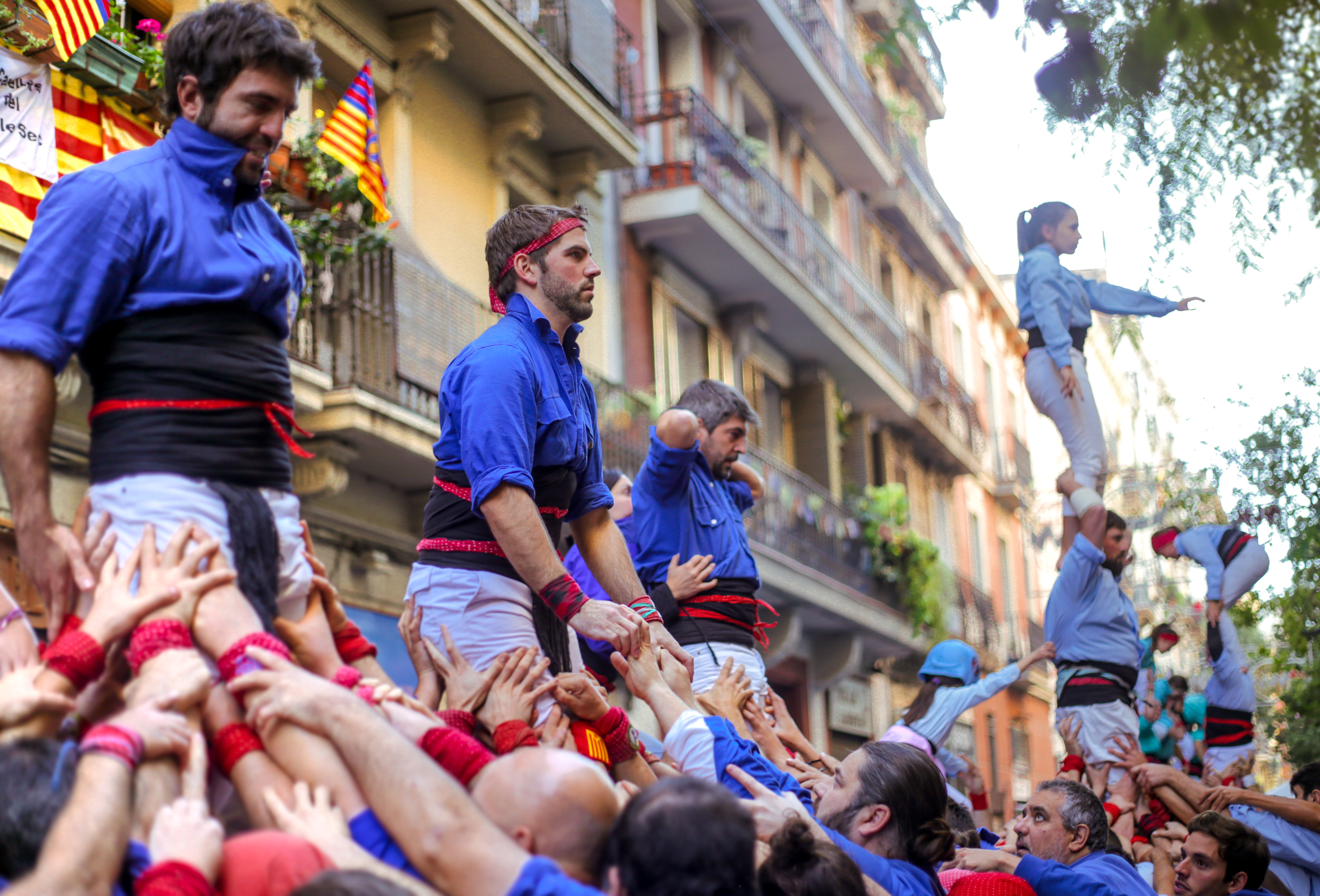
Castellers a la Festa Major de Castellterçol.

- Festa Major de Castellterçol
- Concurs de gossos d'atura de Castellterçol[6]

## Llocs d'interès
- Casa-Museu Prat de la Riba, que depèn del Museu d'Història de Catalunya.[7]
- Pou de glaç, més d'un, situats als afores del poble.[8]
- Espai Franc, local d'exposicions situat al centre urbà.[9]
- Castell de Castellterçol.[10]
- Centre Espai Escènic, situat al centre urbà.
- Els Oratoris.[11]

## Fills i filles il·lustres
- Pere Bricfeus i Terns (1670 - Viena 1724): militar català durant la Guerra de Successió Espanyola.
- Esteve Prat de la Riba i Magarins (1843 - 1898): batlle i delegat a l'Assemblea de Manresa (1892).
- Antoni Oller i Sarrà (1867 - 1949): batlle i delegat a l'Assemblea de Manresa (1892).
- Enric Prat de la Riba i Sarrà (1870 - 1917): primer president de la Mancomunitat de Catalunya.
- Wenceslau Ciuró i Sureda (1895 - 1978): Il·lusionista.
- Llista d'alcaldes de Castellterçol